# Pietro Metastasio

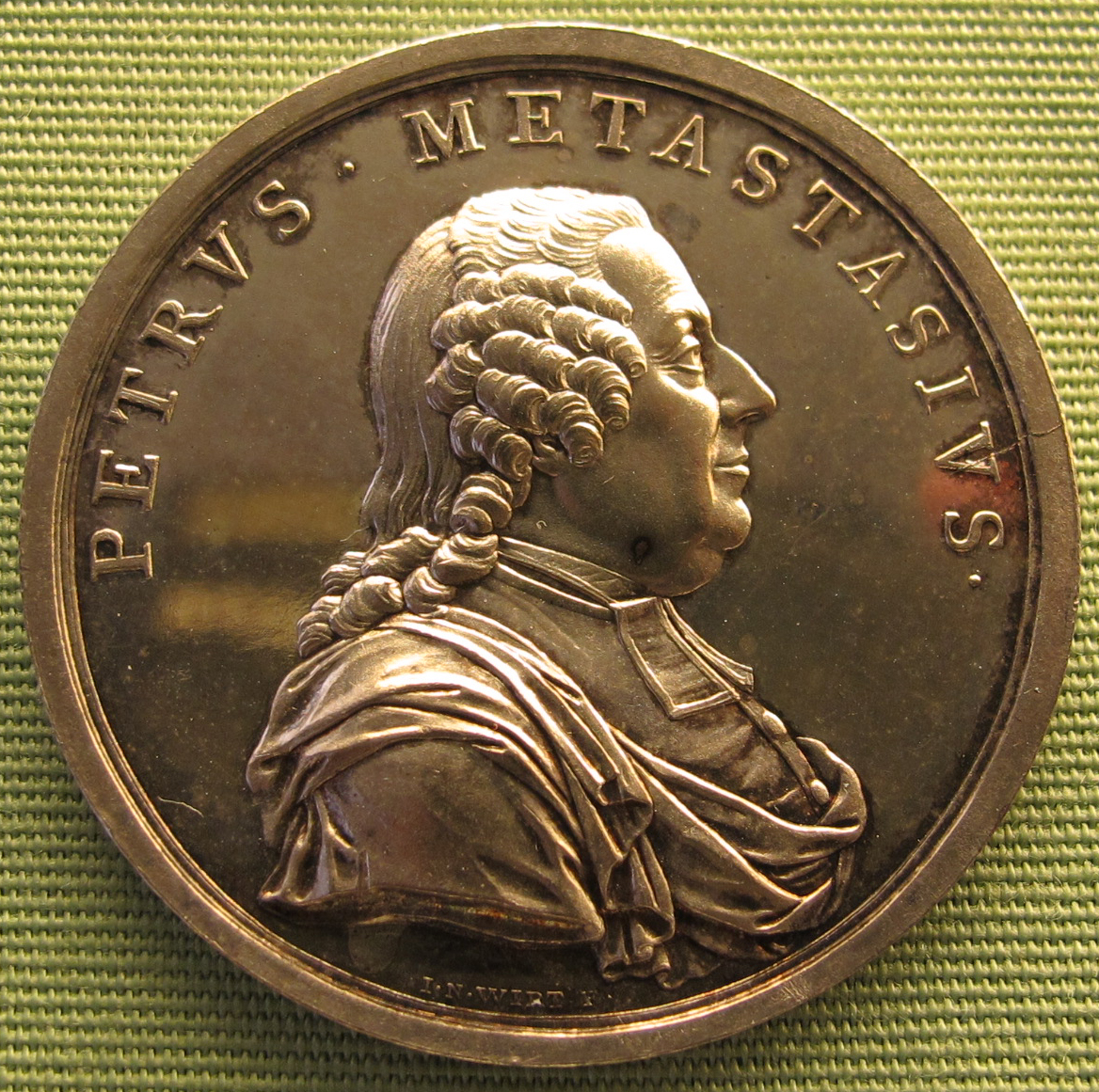
Medaille zum Tod von Pietro Metastasio, 1782;
Staatliche Münzsammlung München

Pietro Antonio Domenico Bonaventura Trapassi (* 3. Januar 1698 in Rom; † 12. April 1782 in Wien) war ein italienischer Dichter und Librettist, besser bekannt unter seinem Pseudonym Pietro Metastasio.

## Kindheit und Jugend
Metastasio wurde in Rom geboren, wo sein Vater, Felice Trapassi aus Assisi, eine Stelle im Korsischen Regiment der päpstlichen Truppen innehatte. Der Vater heiratete Francesca Galasti aus Bologna und etablierte sich als Gemüsehändler in der Via dei Cappellari. Aus seiner Ehe gingen zwei Söhne und zwei Töchter hervor.
Schon als Kind trug Pietro spontan Gedichte vor. 1709 wurden bei einer solchen Gelegenheit zwei Männer auf ihn aufmerksam: Giovanni Vincenzo Gravina, berühmt für seine juristische und literarische Bildung und Vorsitzender der Accademia dell’Arcadia, sowie Lorenzini, ein bedeutender Kritiker. Gravina war begeistert vom Charme und Talent des kleinen Pietro und adoptierte ihn wenige Wochen später. Der Vater war damit einverstanden, da sich mit der Adoption die Chance einer guten Ausbildung und des gesellschaftlichen Aufstiegs für den Jungen ergab.
Gravina gab dem elfjährigen Jungen auch seinen Künstlernamen „Metastasio“ (Gräzisierung seines Familiennamens Trapassi, „Überschreitung, Überschreiter“) und plante, ihn zum Juristen auszubilden. Daher unterrichtete er ihn in Latein und Rechtswissenschaft. Gleichzeitig förderte er sein literarisches Talent und führte seinen Schützling in die römische Gesellschaft ein. Metastasio trat schon bald gegen die berühmtesten Stegreifdichter („Improvisatori“) Italiens an – bei diesen abendlichen Wettbewerben wurden manchmal bis zu 80 Strophen improvisiert. Doch das anstrengende Lernen tagsüber und die Wettbewerbe an den Abenden griffen seine Gesundheit an.
Gravina musste beruflich nach Kalabrien reisen und nahm Metastasio mit sich. Er führte ihn in die literarischen Kreise Neapels ein und vertraute ihn seinem Freund Gregorio Caroprese in Scalea an. Durch die frische Luft der ländlichen Gegend und die Ruhe des Meeres kam Metastasio wieder zu Kräften. Gravina entschied, dass Metastasio nicht mehr improvisieren, sondern seine Kräfte für höhere Ziele einsetzen sollte: Erst nach dem Abschluss seiner Ausbildung sollte er erneut gegen große Dichter antreten.
Metastasio fügte sich den Wünschen seines Mentors. Im Alter von zwölf Jahren übersetzte er die Ilias in Stanzen, zwei Jahre später schrieb er eine Tragödie im Stil von Seneca über den Stoff aus Gian Giorgio Trissinos Italia liberata dai Goti – Gravinas Lieblingsepos, Giustino. Gravina ließ es 1713 veröffentlichen, aber das Stück war leblos und künstlerisch unbedeutend. Zweiundvierzig Jahre später bat Metastasio seinen Herausgeber, Calsabigi, es unter Verschluss zu halten. Caroprese, der Freund Gravinas aus Scalea, starb 1714, und setzte Gravina als Alleinerben ein. Als 1718 auch Gravina starb, erbte Metastasio ein Vermögen von 15,000 Scudi. Bei einem Treffen der „Accademia dell’Arcadia“ trug er eine Elegie auf seinen Mentor vor und zog sich dann zurück, um seinen Wohlstand zu genießen.

## Leben und Wirken in Italien

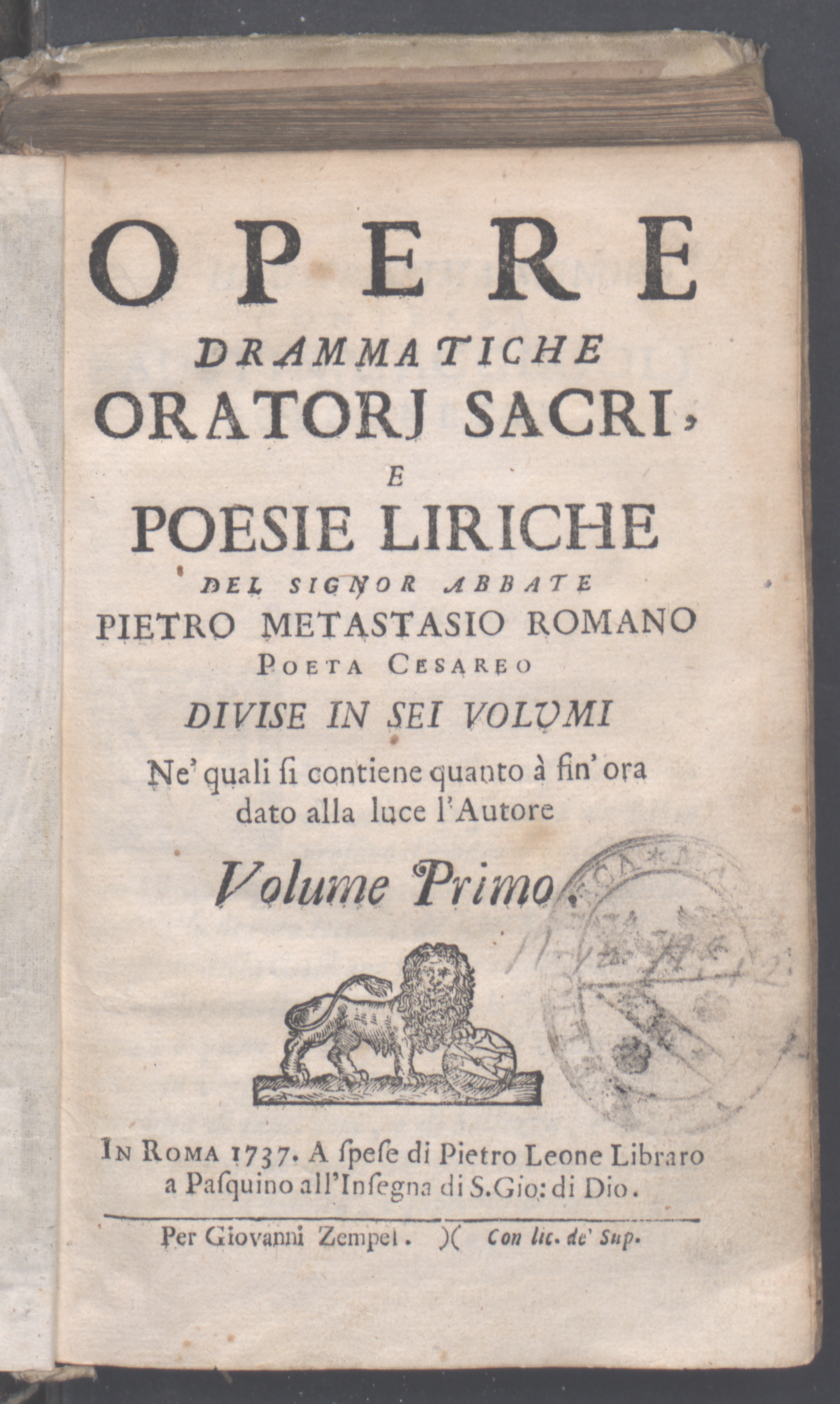
Opere, 1737

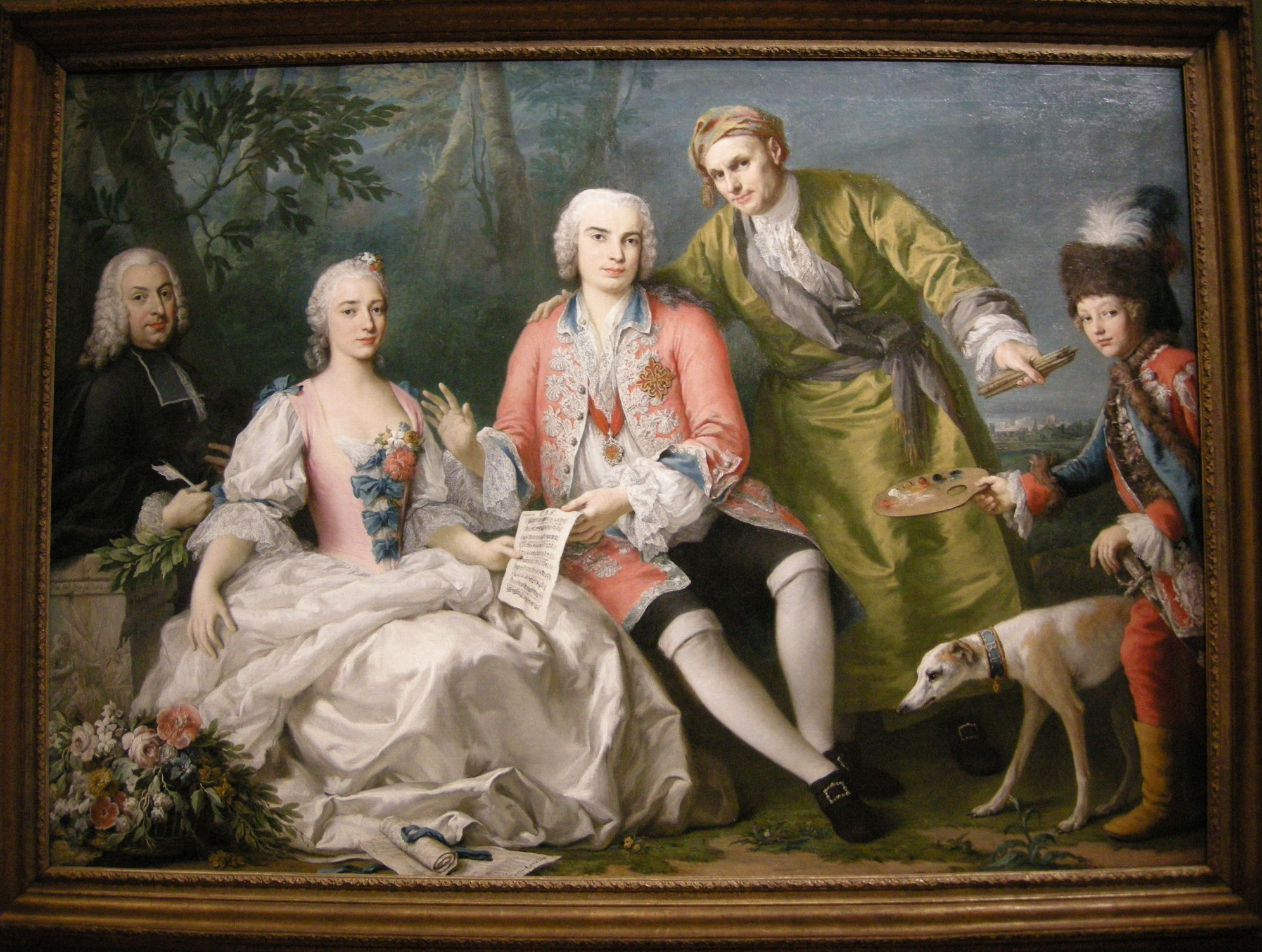
Metastasio, Teresa Castellini, Farinelli, Jacopo Amigoni; Gemälde von Jacopo Amigoni etwa 1750–1752

Metastasio war nun zwanzig Jahre alt. Während der letzten vier Jahre trug er die Kleidung eines Abbé, nachdem er die niederen Weihen empfangen hatte, ohne die es unmöglich war, in Rom Karriere zu machen. Seine romantische Geschichte, seine charismatische Erscheinung, seine charmanten Manieren und sein außergewöhnliches Talent machten ihn berühmt. Nach weiteren zwei Jahren hatte er sein Geld ausgegeben. Nun entschied er sich ernsthaft, seine Fähigkeiten beruflich zu nutzen. In Neapel nahm er eine Stelle bei einem berühmten Juristen namens Castagnola an, der diktatorisch über Metastasios Zeit und Energie verfügte.
Neben seinem zeitraubenden juristischen Frondienst schrieb Metastasio 1721 ein Epithalamium (Hochzeitsgedicht) mit fast 100 Stanzen und auch einen seiner ersten musikdramatischen Texte, die Serenata Endimione, die auf der Hochzeit seiner Schutzherrin Prinzessin Pinelli di Sangro mit dem Markgrafen Belmonte Pignatelli aufgeführt wurde.
1722 wurde der Geburtstag der Kaiserin besonders pompös gefeiert. Der Zeremonienmeister wandte sich an Metastasio und erteilte ihm den Auftrag, eine Serenata für die Feier zu verfassen. Er nahm den Auftrag an und schrieb Gli orti esperidi („Die Gärten der Hesperiden“). Die Musik wurde von Nicola Porpora komponiert; einen der Soloparts sang Porporas Schüler, der berühmte Kastrat Farinelli. Es war ein spektakuläres Debüt mit tobendem Applaus. Die römische Primadonna Marianna Benti Bulgarelli, nach ihrem Geburtsort „La Romanina“ (Die Römerin) genannt, die in dem Stück die Venus spielte, überredete Metastasio, die Rechtswissenschaften aufzugeben und versprach ihm, für seine Berühmtheit und Unabhängigkeit zu sorgen, sollte er die Arbeiten an seinen musikalischen Dramen weiterführen.
In La Romaninas Haus lernte er die größten Komponisten seiner Tage kennen: Neben Porpora, von dem er Musikunterricht bekam, Johann Adolph Hasse, Giovanni Battista Pergolesi, Alessandro Scarlatti, Leonardo Vinci, Leonardo Leo, Francesco Durante, und Benedetto Marcello. Sie alle vertonten später seine Stücke. Hier erlernte er die Kunst des Singens und den Gesangsstil eines Farinelli zu schätzen. Metastasios außerordentliche musikalische Begabung und sein poetisches Gespür machten ihm das Schreiben von Stücken leicht.
Metastasio lebte mit La Romanina und ihrem Mann in Rom. Bewegt von tatsächlicher Bewunderung seines Talents, adoptierte sie ihn, wie zuvor Gravina. Sie nahm die ganze Familie Trapassi – Vater, Mutter, Bruder und Schwestern – in ihr Haus auf und erfüllte ihm alle Sonderwünsche. 1724 wurde Metastasios erstes Opernlibretto Didone abbandonata mit der Musik von Domenico Sarro in Neapel aufgeführt, wobei seine Gönnerin die Titelpartie sang. Nach diesem großen Erfolg schrieb er weitere Texte für Rom und Venedig, in schneller Abfolge entstanden Catone in Utica, Ezio, Alessandro nell’Indie, Semiramide riconosciuta, Siroe und Artaserse. Diese Dramen wurden von den damals berühmtesten Komponisten vertont und in allen großen Städten aufgeführt. Ihr Erfolg basierte auf der Kombination der Reformideen Apostolo Zenos, des anderen großen italienischen Librettisten des 18. Jahrhunderts, mit seinem eigenen außerordentlichen poetischen und musikalischen Gespür, durch das er Zeno weit übertraf.
In der Zwischenzeit wurde La Romanina älter und hatte aufgehört, öffentlich zu singen. Der Dichter fühlte sich ihr aus Dankbarkeit immer mehr verpflichtet. Er bekam 300 Scudi für jede Oper. Diese Gage war gut, aber Metastasio hatte das Bedürfnis nach einer festen Anstellung, die ihm eine gewisse Sicherheit geben würde.

## Metastasio am Wiener Hof

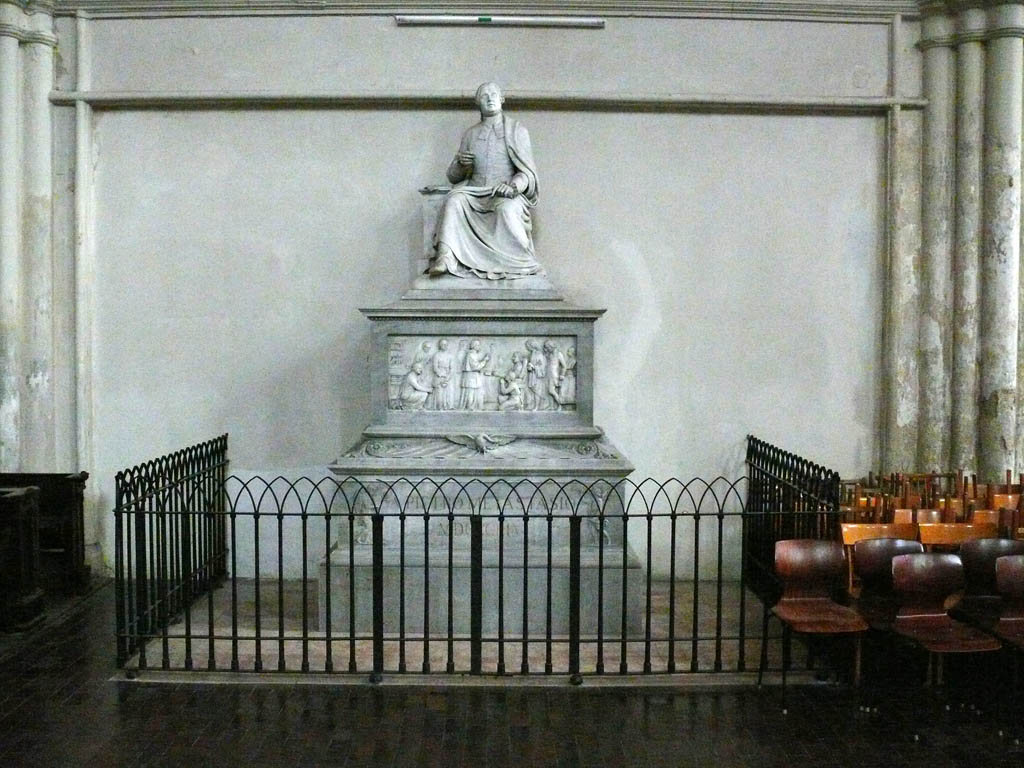
Denkmal Pietro Metastasios von Vincenzo Lucardi in der Wiener Minoritenkirche

Im September 1729 bekam Metastasio das Angebot, Hofdichter (poeta Cesareo) am Wiener Kaiserhof Karls VI. als Nachfolger von Apostolo Zeno zu werden, was er, ohne zu zögern, annahm. Es beinhaltete ein Stipendium von 3000 Gulden. La Romanina ließ ihn gehen und kümmerte sich weiterhin selbstlos um seine Familie. Im Frühsommer 1730 kam Metastasio in Wien an. Er zog in eine große Wohnung im Haus Stadt Nr. 1187, dem „Großen Michaelerhaus“; 1732 zog auch sein Freund Nicolò Martines mit seiner Familie zu ihm. Joseph Haydn bewohnte im selben Haus von 1750 bis 1755 eine Dachkammer.
Damit begann eine völlig neue Periode im Schaffen Metastasios. Zwischen 1730 und 1740 wurden seine besten Dramen für das Kaiserliche Hoftheater vertont und aufgeführt, meist in Vertonungen des konservativen Hofkapellmeisters Antonio Caldara: Adriano in Siria, Demetrio, Issipile, Demofoonte, L’olimpiade (1734 von Antonio Vivaldi), La clemenza di Tito, Achille in Sciro, Temistocle und Attilio Regolo (nicht mehr in Wien aufgeführt, da Karl VI. inzwischen verstorben war, sondern 1750 mit Musik Hasses in Dresden). Außerdem widmete er sich auch wieder geistlichen Texten; seine 1730 entstandene Azione sacra La passione di nostro signore Gesù Cristo wurde zu einem der meistvertonten Oratorientexte des ausgehenden 18. Jahrhunderts. Da es sich oft um Gelegenheitswerke aus aktuellem Anlass handelte, entstanden Text, Komposition, Notenabschrift und -druck und Einstudierung immer wieder in kürzester Zeit. Metastasios Erfahrungen in Neapel und Rom hatten seine Technik zur Meisterschaft entwickelt, und die Begeisterung der Wiener beschleunigte seine Karriere.

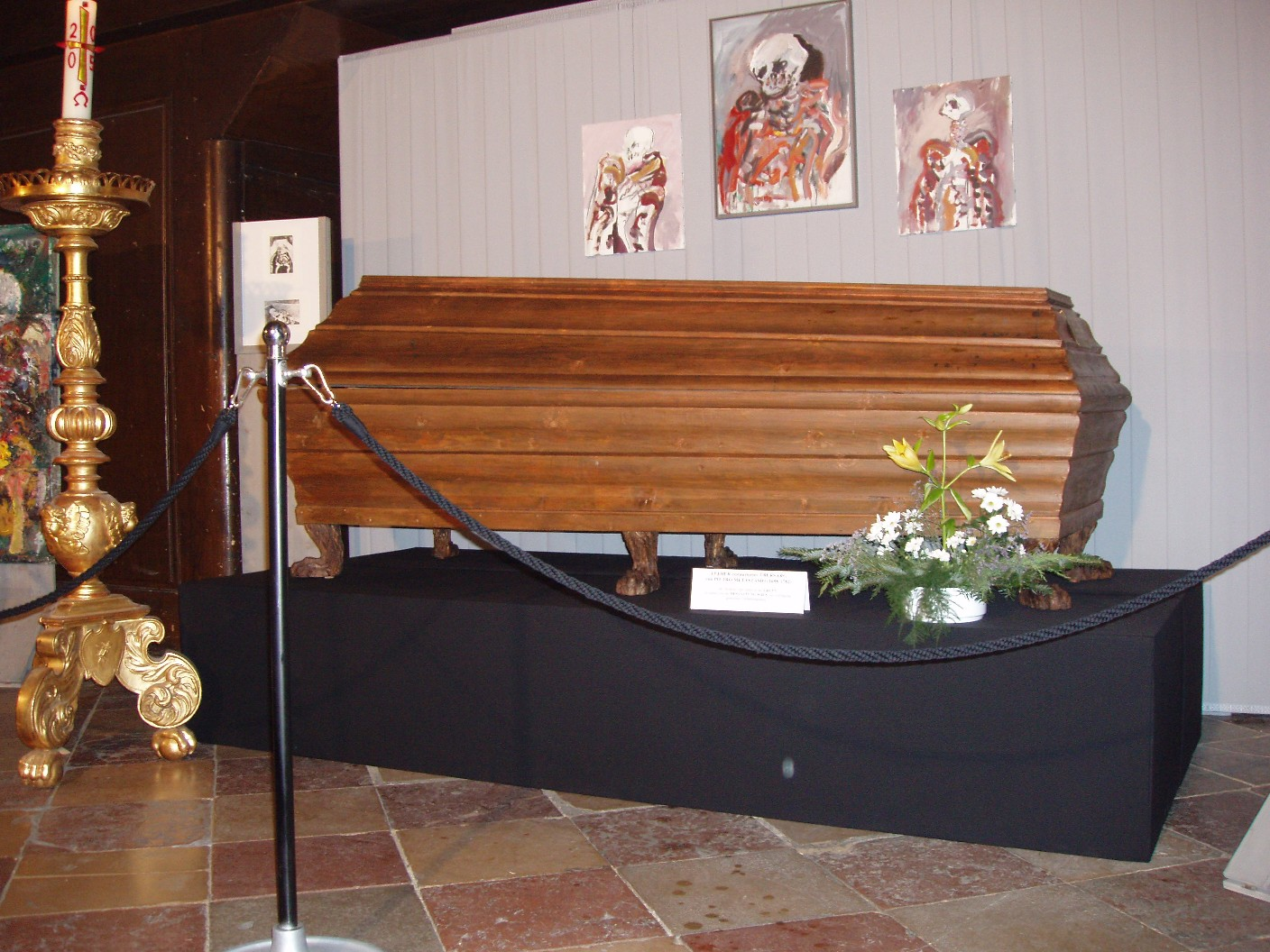
Der restaurierte Innensarg Metastasios, zu sehen in Wien, Michaelerkirche, im Hintergrund sieht man Radierungen von Herwig Zens.

 Wegen seiner niederen Herkunft fand sich Metastasio in Wien aber aus aristokratischen Kreisen ausgeschlossen und ging deshalb ein intimes Verhältnis mit Baronin Althann ein, einer Schwägerin seiner früheren Gönnerin, Prinzessin Belmonte Pignatelli. Sie hatte ihren Mann verloren und war eine Zeitlang Mätresse des Kaisers gewesen. Metastasios Beziehungen zu ihr waren so intensiv, dass man sogar glaubte, sie hätten heimlich geheiratet.
La Romanina war inzwischen der langen Abwesenheit Metastasios müde geworden und bat ihn, ihr ein Engagement am Wiener Hoftheater zu vermitteln. Er hatte sich aber innerlich von ihr gelöst und bat sie schriftlich, von diesem Vorhaben abzusehen. Dieser irritierende Brief machte sie wütend. Wahrscheinlich hatte sie sich bereits auf den Weg gemacht, sie starb aber unvermittelt während der Reise. Metastasio fand sich als Alleinerbe La Romaninas eingesetzt, während sie ihrem Ehemann nichts hinterlassen hatte. Metastasio war durch ihren plötzlichen Tod so überwältigt und voller Reue, dass er auf seinen Erbanspruch verzichtete. Diese Entscheidung schuf viel Verwirrung zwischen den Familien Metastasio und Bulgarelli. La Romaninas Witwer heiratete ein zweites Mal, und die Familie von Leopoldo Trapassi, seine Schwester und sein Vater mussten wieder selbst für ihr Auskommen sorgen.
Das Leben, das Metastasio in Wien führte, und das dortige Klima begannen seiner Gesundheit zu schaden – ab etwa 1745 schrieb er nur noch wenig, zumal nach dem Tod des Kaisers und angesichts wirtschaftlicher Probleme, die sich durch den Österreichischen Erbfolgekrieg und den Siebenjährigen Krieg verschärften, unter der Nachfolgerin Maria Theresia keine regelmäßigen Opernaufführungen mehr stattfanden. Dennoch gehörten die Kantaten aus dieser Periode, darunter vor allem Gelegenheitswerke für die kaiserliche Familie, sowie die Kanzonette Ecco quel fiero istante, die er seinem Freund Farinelli gesandt hatte, zu seinen populärsten Werken. Vernon Lee sagte dazu, dass „das was ihn antrieb, geistige und moralische Langeweile war“.
1755 starb Baronin Althann, und Metastasio begann, seinen gesellschaftlichen Umgang auf die Besucher seines Hauses zu beschränken. Jahrzehntelang lebte er sehr zurückgezogen und war wenig produktiv. Gut befreundet war er mit Nicolò Martines. Er förderte die Erziehung von dessen Tochter Marianna von Martines, die in Wien als Komponistin, Cembalistin und Sängerin große Bekanntheit erlangte. Nach langer, schwerer Krankheit starb Metastasio 1782 und vermachte sein gesamtes Vermögen den vier Kindern des Nicolò Martines. Er wurde in einem Begräbnis erster Klasse in der Wiener Michaelerkirche beigesetzt, wo sein einbalsamierter Leichnam bis heute liegt. Er hatte alle seine italienischen Verwandten überlebt.
Während seiner letzten vierzig Jahre, in denen Metastasio seine eigene Kreativität und Produktivität überlebt hatte (in der Zwischenzeit setzte sich die Opera buffa vor allem in Wien als wichtigste musiktheatralische Gattung durch), wuchs sein europäischer Ruhm von Jahr zu Jahr. 1768 wurde er in die Accademia della Crusca in Florenz aufgenommen, die seit zwei Jahrhunderten in ihrem Vocabolario die italienische Sprache lexikographisch verzeichnete. In seiner Bibliothek hatte Metastasio 40 Ausgaben seiner eigenen Werke. Sie waren ins Französische, Englische, Deutsche, Spanische und sogar ins Neugriechische übersetzt worden. Die berühmtesten Komponisten des 18. Jahrhunderts vertonten seine Texte, die, häufig stark bearbeitet, auf allen europäischen Bühnen – mit Ausnahme Frankreichs – zur Aufführung gebracht wurden, oft unter der Beteiligung der größten Gesangsvirtuosen der Zeit; gleichzeitig war er Mitglied jeder nennenswerten literarischen Akademie und führte einen ausgedehnten Briefwechsel mit adligen Gönnern sowie Gelehrten, Dichtern und Musikern seiner Zeit. Berühmte Fremde, die durch Wien kamen, zollten ihm Tribut, indem sie ihn in seiner Wohnung am Kohlmarkt aufsuchten, darunter der englische Musikgelehrte Charles Burney, der einen lebhaften Bericht über diese Begegnung in seinem musikalischen Reisetagebuch abgab.
Ein Denkmal mit einer lebensgroßen Statue Metastasios von der Hand des Udinesischen Bildhauers Vincenzo Lucardi befindet sich in der Minoritenkirche, der italienischen Nationalkirche in Wien. Metastasios Verlassenschaftsabhandlung aus dem Bestand des Obersthofmarschallamts (OMaA 12/1782) im Haus-, Hof- und Staatsarchiv in Wien ist verloren. Sie wurde am 3. Januar 1924 für einen „Gerichtspräsidenten Jeitner“ behoben und nie mehr zurückgestellt.
Im Jahr 1886 wurde in Wien-Innere Stadt (1. Bezirk) die Metastasiogasse nach ihm benannt.

## Metastasios Werk
Metastasios Werke waren für eine bestimmte Art von Musik bestimmt – für die Kunst äußerst virtuoser Sänger, unter anderen auch Kastraten. Mit der Opernreform, die durch Gluck eingeführt wurde, dem Einsatz größerer Orchester, der Komposition umfangreicherer Gesangsnummern sowie der Zunahme von Ensembles (Duetten, Terzetten, Finali) war ein anderer Typ eines Librettos gefragt; so musste der Text von La clemenza di Tito für die Komposition von Mozart von 1791 stark bearbeitet werden, was der damalige sächsische Hofdichter Caterino Mazzolà übernahm. Das 1751 verfasste Libretto Il re pastore diente Mozart als Basis für die Komposition seiner gleichnamigen opera seria (1775). Metastasios Stücke gerieten im 19. Jahrhundert in Vergessenheit oder wurden nur noch in Italien als reine Lesestücke und als Musterbeispiel poetischer Texte rezipiert. Doch war Metastasio noch bei Musikern beliebt: Franz Schubert vertonte verschiedene Arientexte Metastasios als Klavierlieder, darunter „Penso che questo instante“, Ludwig van Beethoven schrieb die Konzertszene für Sopran und Orchester „Ah perfido“ über einen Text aus Achille in Sciro, die berühmten Gesangsstudien von Nicola Vaccai verwenden ebenfalls durchgehend Dichtungen aus den Opern Metastasios.
Die Libretti, die Metastasio schrieb, und das Genie, das er war, werden in der heutigen romanistischen Literaturwissenschaft einer grundlegenden Rehabilitierung unterzogen, nachdem in früheren Schriften negative Urteile überwogen. Dabei ist auch das neuerwachte Interesse der historischen Musikwissenschaft an der italienischen Oper des 18. Jahrhunderts, vor allem der Gattung des Dramma per musica, von Bedeutung. In der Wahl der Themen wie in der Gestaltung der handelnden Figuren zeigen sich Metastasios Libretti über weite Strecken von der Ästhetik der Accademia dell’Arcadia beeinflusst; darüber hinaus greifen die Texte politik- und rechtsphilosophische Diskurse ihrer Zeit auf (deutlich etwa in La clemenza di Tito und L’olimpiade). Metastasios dramatische Situationen behandeln meist fünf bis sechs Charaktere, die in tragische Interessenkonflikte (in der Regel zwischen Liebe und Pflicht) geraten und in ihrem überlegten Handeln als typische Vertreter des Zeitalters des aufgeklärten Absolutismus anzusehen sind. Metastasios Sprache ist von einer edlen Simplizität geprägt; die poetischen, wohlklingenden und klar gegliederten Arientexte boten den Komponisten der Zeit eine ideale Grundlage für musikalische Vertonungen, häufig mit bildhaften Ausgestaltungen der poetischen Bilder und dramatischen Situationen.
Unter den lateinischen Schriftstellern schätzte er am meisten Ovid, unter den älteren Italienern bewunderte er vor allem Tasso und Marino. Er vermied jedoch direkte stilistische Übernahmen von Marino, dessen Stil im 18. Jahrhundert als überladen galt. Sein eigener Stil lässt den improvisierenden Dichter durchscheinen, auch wenn seine Dichtungen formal perfekt ausgefeilt sind. Zahlreiche seiner dramatischen Texte sind von den französischen Klassikern geprägt, unter denen er besonders Jean Racine und Pierre Corneille schätzte und von denen er zahlreiche Anregungen zu dramatischen Situationen übernahm (so ähnelt etwa sein Ezio im dramatischen Grundkonflikt – abgesehen vom Happy End – Racines berühmter Tragödie Britannicus, während La clemenza di Tito durch Corneilles Cinna ou la Clémence d’Auguste inspiriert wurde). Was ihn in der italienischen Literatur einzigartig macht, ist jedoch seine große Leichtigkeit in der Formulierung von Gefühlen und romantischen beziehungsweise sentimentalen Situationen.
Es gibt heute zahllose Ausgaben von Metastasios Werken. Er selbst schätzte am meisten die Ausgabe Calsabigis (Paris, 1755, 5 Bde. 8vo), die unter seiner Aufsicht entstanden war. 1795 wurden eine Reihe von noch unveröffentlichten Arbeiten des Autors posthum in Wien gedruckt. Das Leben Metastasios wurde von Aluigi (Assisi, 1783), Charles Burney (London, 1796) und vielen anderen niedergeschrieben und als Buch veröffentlicht.

## Charles Burney über Metastasio
„Ehe ich die Ehre hatte, bey Signor Metastasio eingeführt zu werden, erhielt ich von völlig zuverlässiger Hand die folgende Nachricht von diesem grossen Dichter, dessen Schriften vielleicht mehr zur Verfeinerung der Vokalmusik, und also der Musik überhaupt, beygetragen haben, als die vereinten Kräfte aller grossen Komponisten in Europa zusammen genommen […] Sein ganzes Leben ist eben so sanft hinfliessend als seine Schriften. Seine häusliche Ordnung geht pünktlich nach Uhr und Glockenschlag, wovon er nicht abweicht. Seit den letzten dreissig Jahren hat er nicht ausser dem Hause gegessen; er läßt sich sehr schwer sprechen, und ist so wenig für neue Personen als neue Dinge. Nur mit drey oder vier Personen hält er einen vertrauten Umgang, und die kommen täglich ohne alle Umstände des Abends von Acht bis Zehn Uhr zu ihm. Er hat die Dintescheu [Tinten-Scheu] und setzt keine Feder an, wenn er nicht muß; eben wie man den Silen erst binden mußte, wenn er singen, und den Proteus, wenn er ein Orakel geben sollte. […] Von lebhaften Unterredungen, wie gemeiniglich unter Männern von Talenten und Gelehrsamkeit vorzufallen pflegen, ist er kein Liebhaber, sondern will lieber mit der Ruhe und der Gemächlichkeit eines unbemerkten Mannes leben, als mit der entscheidenden Art eines Mannes von großem Gewicht Machtsprüche ertheilen. In der That scheint sich in seinem Leben eben die sanfte Heiterkeit zu befinden, welche durch seine Schriften herrscht, worin er, selbst wenn er Leidenschaft mahlt, mehr mit gelaßner Vernunft, als mit Heftigkeit spricht. Und diese ebene, gleichschwebende Anständigkeit und Korrecktheit, welche man durch alle seine Gedichten bemerkt, liegt im Grunde seines Charakters. Er ist vielleicht ebenso selten heftig und stürmisch in seiner Schreibart, als in seinem Leben, und man kann ihm den Dichter aus der goldnen Zeit nennen, in welcher, wie man sagt, Einfalt und Sittsamkeit mehr herrschte, als grosse und heftige Leidenschaft. Die Ergiessungen von Patriotismus, Liebe und Freundschaft, welche mit ausserordentlicher Anmuth von seinen Lippen fliessen, sind sittliche sanftartige Empfindungen, die aus seinem Herzen entspringen, und die Farben von seiner Seele an sich tragen.“

## Metastasios Meinung über Sänger
Metastasio beklagte Launen und Extravaganzen damaliger italienischer Sänger (hier nach Händels erstem Biographen John Mainwaring):

“The fondness for Italian Singers, he (= Metastasio) thinks unaccountable: the expence and trouble they occasion, exorbitant and ridiculous. He calls them costly Canary-birds; and … laments as follows, ‘What a pity it is, that these froward Misses and Masters of Music, had not been engaged to entertain the court of some King of Morocco, that couldn't have known a good Opera from a bad one! With how much ease would such a Director have brought them to better order?’”

„Die Begeisterung für italienische Sänger halte er (Metastasio) für unverantwortlich, die Kosten und den Ärger, den sie verursachen, für übertrieben und irrwitzig. Er nannte sie „teure Kanarienvögel“ und … lamentierte weiter „wie schade, dass diese eigensinnigen Weiber und Kapellmeister nicht von irgendeinem König von Marokko angestellt würden, der eine gute nicht von einer schlechten Oper unterscheiden könne, denn ein solcher afrikanischer Boss hätte es wohl verstanden, sie zu einer besseren Ordnung zu rufen“.“